# Kirche zur Heiligen Dreifaltigkeit (Schlanders)

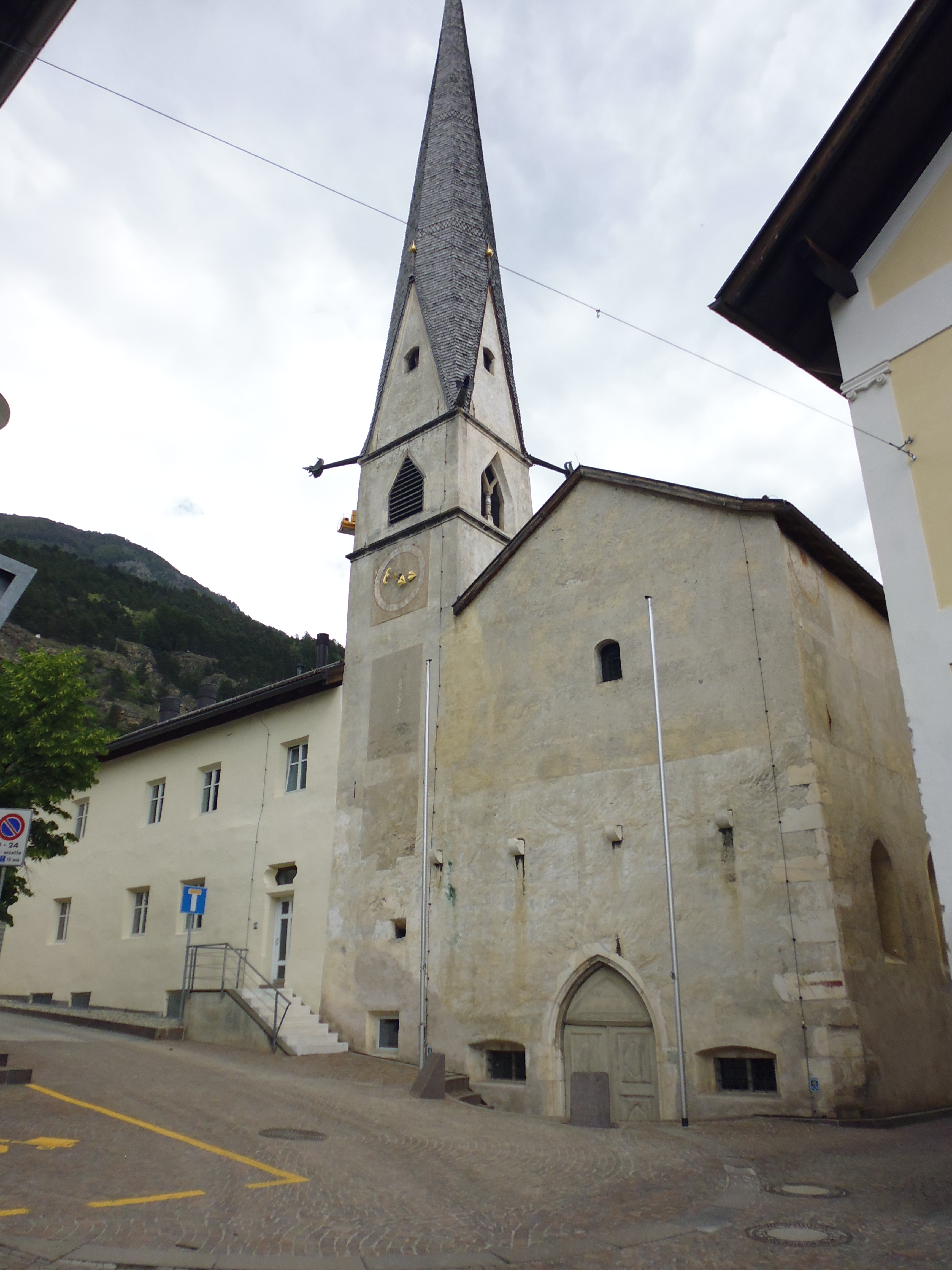
Spitalkirche Schlanders, links das Heilig-Geist-Spital

Die Kirche zur Heiligen Dreifaltigkeit (auch Spitalkirche genannt) in Schlanders im Vinschgau war der zum Heilig-Geist-Spital gehörende Kirchenbau. Eine gleichartige Kirche findet sich in der näheren Umgebung sonst nur noch in Latsch.

## Geschichte
Der Grund zum Bau des Gotteshauses war die ab 1461 erfolgte Umwandlung des am Schlandraunbach stehenden vorigen Siechenhauses in ein Spital. Zuerst wurde in Nachbarschaft zum Ladurnhof und zur kleinen Kirche St. Jenewein eine bescheidene Kapelle errichtet. Bereits im frühen 16. Jahrhundert wurde diese Kapelle durch einen spätgotischen Kirchenneubau ersetzt, der in der Südostecke des Spitalkomplexes platziert war und im Jahre 1519 geweiht wurde. Der Baumeister war Caspar Reuter, von dem sich als Stiftung noch ein Taufbecken in der Kirche erhalten hat. Der im Jahre 1520 beschaffte Opferstock wurde 1904 in das Stadtmuseum von Meran gebracht.
Die schweren Überschwemmungen des Schlandraunbaches in den Jahren 1517, 1697, 1705, 1719 und 1731 wurden in den Kirchenbüchern dokumentiert. Die dadurch verursachten Schäden hatten bauliche Veränderungen zur Folge.
Am 24. Oktober 1980 wurde das Gebäude unter Denkmalschutz gestellt.

## Bauwerk
Die Kirche ist an die südliche (Schmalseite) des Heilig-Geist-Spitals angebaut, das Kirchenschiff verläuft dabei in Ost-West-Richtung. Der Bau mit dem obligaten Chorpolygon weist die in dieser Gegend häufig verbauten Eckquaderketten sowie Gewände aus weißem Marmor auf. Der Glockenturm mit Uhr hat als Besonderheit im Dreieck schließende Schallfenster. Das Dach besteht aus einem achteckigen, mit Holzschindeln gedeckten Helm und ähnelt damit stark dem Turm der Pfarrkirche Mariä Himmelfahrt. Unter dem Dachaufsatz sind an jeder Ecke vier weit auskragende, eiserne Wasserspeier angebracht. Das Langhaus verfügt in seiner Südwand über zwei, gleich große Spitzbogenfenster, während der Chor zwei unterschiedlich große Spitzbogenfenster hat. An der Südwand befindet sich in der oberen, linken Ecke eine Sonnenuhr. Zu einem unbekannten Zeitpunkt wurden die Rippen des Langhausgewölbes entfernt, stattdessen wurden von Joseph Adam von Mölk Malereien angebracht, die Szenen aus dem Leben des Heiligen Nepomuk und eine Ansicht von Schlanders aus der Zeit vor dem Kirchenneubau zeigen. Dabei handelt es sich um eine der ältesten Ansichten von Schlanders überhaupt. Ältere Malereien gehen auf das Jahr 1516 zurück und wurden von Meister Andreas in Seccomalerei ausgeführt. Bemalt wurden 170 m² Wandfläche und 120 m² Gewölbefläche. Sie zeigen unter anderem das Martyrium des Heiligen Sebastian und des Heiligen Stephan. Die Gemälde der Wandfläche wurden im Jahre 1952 zum größten Teil freigelegt. Eine letzte Generalsanierung der Kirche erfolgte in den Jahren von 1994 bis 2000.
Durch die ständige Erhöhung des Straßenniveaus im Laufe der Zeit (z. B. durch Vermurung) ist der Eingang nur über eine Treppe in etwa einem Meter Tiefe zu erreichen.

## Weiteres
In der Kirche findet seit Juli 2014 an jedem ersten Sonntag im Monat um 18 Uhr eine Heilige Messe in der außerordentlichen Form des römischen Ritus statt.
Die Kirche ist allgemein verschlossen und nur im Zuge einer Dorfführung zugänglich.